# 2014년 동계 올림픽 조지아 선수단
2014년 동계 올림픽 조지아의 올림픽 선수단은 러시아 소치에서 개최된 2014년 동계 올림픽에 참가한 올림픽 조지아 선수단이다. 조지아 정부는 선수들과 코치들은 대회에 파견하지만, 2008년 8월에 일어난 2008년 남오세티야 전쟁의 여파로 인해 조지아가 러시아와 관계의 관계를 단절했기에 정부 관계자들을 파견하지 않을 것이라 결정하였다.

## 참가자
| 종목         | 남자 | 여자 | 합계 |
| ------------ | ---- | ---- | ---- |
| 알파인스키   | 2    | 1    | 3    |
| 피겨스케이팅 | 0    | 1    | 1    |
| 합계         | 2    | 2    | 4    |

## 메달 획득 현황

### 종목별 메달 획득 현황
| 종목 | 1 | 2 | 3 | 합계 |
| 합계 |   |   |   |      |